# Lynn Fontanne
Lynn Fontanne (Woodford (Londen), 6 december 1887 - Genesee Depot, 30 juli 1983) was een Brits-Amerikaanse actrice.

## Levensloop en carrière
Fontanne werd geboren in 1887 in de buurt van Londen. Ze begon haar carrière in 1921 in het theater. Hier leerde ze ook haar man Alfred Lunt kennen. Ze zouden samen meer dan 40 jaar in het theater spelen. Sporadisch verschenen ze ook in films, zoals in The Guardsman uit 1931, dat ze al samen hadden gespeeld in het theater in 1924. Fontanne werd voor deze rol genomineerd voor een Oscar voor Beste Actrice.
Fontanne bleef gehuwd met Lunt tot aan zijn dood in 1977. Op dat moment waren ze 55 jaar getrouwd. Zelf overleed ze in 1983 op 95-jarige leeftijd. 